# Йохан I фон Лихтенщайн-Мурау
Йохан I фон Лихтенщайн-Мурау (на немски: Johann I, Herr zu Liechtenstein-Murau; † 19 май 1395/пр. 19 октомври 1395) е благородниик от род Лихтенщайн, господар на Лихтенщайн, Мурау в Горна Щирия, господар на Гмюнд-Пиберщайн в Австрия.

## Произход
Той е син на Рудолф I фон Лихтенщайн († сл. 1343) и съпругата му Елизабет фон Валзее († сл. 1326). Брат е на Андреас фон Лихтенщайн († ок. 1400) и Елизабет фон Лихтенщайн († сл. 1349/пр. 1364), омъжена 1333 г. за граф Фридрих фон Щубенберг († 1371), родители на граф Якоб фон Щубенберг-Капфенберг. Внук е на Ото III фон Лихтенщайн († 1311), господар на Мурау, Фрауенбург, и първата му съпруга Агнес фон Вилдон († пр. 1260). Правнук е на минезингер Улрих фон Лихтенщайн († 1275), господар на Фрауенбург и Мурау, и Перхта фон Вайценщайн († пр. 1277).
Дядо му Ото III придружава през 1267 – 1268 г. с другите благородници от Щирия бохемския крал в боевете против неверниците в Прусия, след това той помага на Хабсбургите с войска.
Прадядо му Улрих фон Лихтенщайн, известен като минезингер, построява ок. 1232 г. първия замък Обермурау.
През 1312 г. фамилията Лихтенщайн се разделя на две линии, Фрауенбург и Мурау. Клонът Мурау получава голяма собственост в Херцогство Каринтия, където също има службата маршал.
- Замък Лихтенщайн, Долна Австрия
- Дворец Обермурау/Мурау ок. 1830

## Фамилия
Йохан I фон Лихтенщайн-Мурау се жени за Анна фон Петау († сл. 1377), дъщеря на Хердеген I фон Петау († сл. 1352), маршал на Щирия, и контеса Клара де Гориция. Те имат децата:
- Йохан II фон Лихтенщайн
- Рудолф III фон Лихтенщайн-Мурау († между 28 юни 1425 и 5 февруари 1426), женен сл. 1418 г. за Анна фон Целкинг († 1441/1448), вдовица на Хайнрих V фон Лихтенщайн († пр. 1418), дъщеря на Албрехт фон Целкинг († 1349) и Минция фон Фолкенсторф († 1349).
- Анна фон Лихтенщайн-Мурау († пр. 11 август 1418), омъжена на 21 юли 1394 г. за граф Якоб фон Щубенберг-Капфенберг (* 1374; † между 2 май 1434 и 28 март 1435), императорски ландес-хауптман (1418 – 1419)